# Francisco Hostins
Francisco Hostins (Gaspar, 29 de janeiro de 1934 — Gaspar, 19 de maio de 2016) foi um professor e político brasileiro.
Hostins estudou para ser padre, porém desistiu antes de ser ordenado.
Eleito prefeito do município catarinense de Gaspar pelo Partido Democrata Cristão (PDC), governou de 1989 a 1992. Sua administração foi marcada por uma série de conquistas e realizações que beneficiaram o povo gasparense.

## Biografia
Filho de Bárbara Pitz e Hercílio Hostins, Chico Hostins fez os estudos no Colégio Cristo Rei; o ginásio no Seminário São Luís de Tolosa, em Rio Negro; o científico no Seminário Santo Antônio, em Agudos do Sul; filosofia em Curitiba e teologia em Petrópolis. Retornando a Gaspar, deu início a sua carreira no magistério, assumindo o cargo de diretor do Colégio Frei Godofredo, de 1965 a 1983.
Em 17 de outubro de 1964, Hostins casou-se com Selma de Aguiar, com quem teve quatro filhos: Sandra, Neilor, Murilo e Francisco Hostins Junior.
Após diversos convites para se candidatar a vereador, foi eleito pelo Partido Democrático Social, e assumiu de 1983 a 1988. Quando encerrava o mandato como vereador, teve seu nome lançado para prefeito, obtendo uma vitória tranquila. Enfrentou turbulências politico-administrativas durante o mandato mas entregou o governo a Luiz Fernando Poli, o seu sucessor, com todos os compromissos em dia e com um superávit em caixa.
Suas principais obras foram a construção do prédio da Escola Básica Norma Mônica Sabel, de outras quatro escolas, duas creches e postos de saúde; pavimentação de praças e ruas; ampliação de estradas e construção de pontes de concreto no interior; aquisição da patrulha mecanizada para a agricultura e a primeira ambulância; e aquisição de área onde foi construído o fórum.
Após o mandato como prefeito, Hostins voltou a exercer a profissão de professor na Escola Básica Ivo D'Aquino e, no governo de Bernardo Leonardo Spengler, exerceu por dois anos o cargo de secretário de Educação.
Faleceu após sofrer uma parada cardíaca, em sua residência.